# پرالادا
پرالادا (به اسپانیایی: Peralada) یک شهرستان در اسپانیا است که در الت امپوردا واقع شده‌است.

## خصوصیات
پرالادا ۴۳٫۶۱ کیلومترمربع مساحت و ۱٬۸۰۵ نفر جمعیت دارد و ۱۰۰ متر بالاتر از سطح دریا واقع شده‌است.